# غار مردیو
غار مردیو مربوط به عصر مس و سنگ مفرغ است و در شهرستان دالاهو، بخش مرکز ی، دهستان بیونیج، ۳/۳ کیلومتری جنوب روستای بیامه واقع شده و این اثر در تاریخ ۲۷ اسفند ۱۳۸۶ با شمارهٔ ثبت ۲۲۵۰۴ به‌عنوان یکی از آثار ملی ایران به ثبت رسیده است.